# 沐州
沐州，唐朝的州。
唐高宗麟德二年（665年）置沐州，治所在罗目县（今四川省峨边彝族自治县沙坪镇）。下辖罗目县、绥山县（今四川省峨眉山市东南四十里），沐州以州界沐川为名，属益州都督府。上元三年（676年），废沐州，罗目县并入嘉州峨眉县，绥山县改属嘉州。 
沐州刺史
- 臧操（665年）